# Heteronucia toyoshioae
Heteronucia toyoshioae is een krabbensoort uit de familie van de Leucosiidae. De wetenschappelijke naam van de soort is voor het eerst geldig gepubliceerd in 2005 door Komatsu & Takeda.